# Pfadfinder und Pfadfinderinnen Liechtensteins

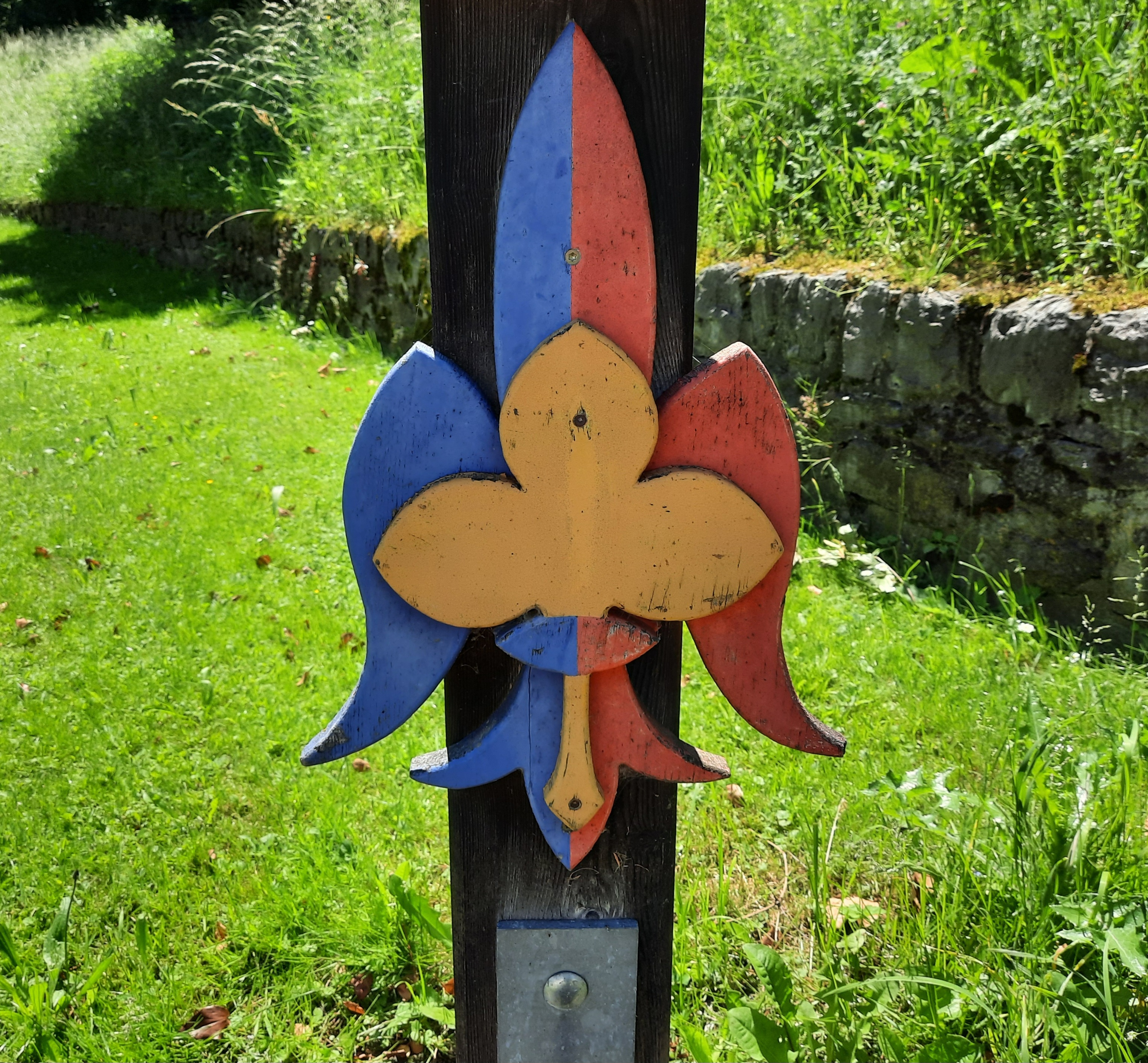
Symbol der PPL – nahe der Burg Gutenberg

Die Pfadfinder und Pfadfinderinnen Liechtensteins (PPL, auch Pfadi Liechtenstein) sind der grösste Pfadfinderverband in Liechtenstein. Der Verband mit etwa 670 Mitgliedern in neun Abteilungen (Ortsgruppen) ist Mitglied in den zwei grossen internationalen Dachverbänden der Pfadfinderbewegung, der World Association of Girl Guides and Girl Scouts und der World Organization of the Scout Movement.
Seine Ziele definiert der Verband in Artikel 2 der 1992 beschlossenen Statuten:

„Die Pfadfinder und Pfadfinderinnen Liechtensteins sind eine christliche Jugendbewegung mit erzieherischer Zielsetzung, welche allen Kindern und Jugendlichen, unabhängig (von) deren Konfession, zur freiwilligen Mitgliedschaft offen steht. Die Pfadfinder und Pfadfinderinnen Liechtensteins tragen aus einer christlichen Grundhaltung heraus zur ganzheitlichen Entwicklung ihrer Mitglieder bei und stärken ihr moralisches und soziales Bewusstsein.“

## Geschichte
Nachdem sich 1927 Pfadfinder aus Österreich, der Schweiz und England an den Aufräumarbeiten nach einem Rheinhochwasser beteiligten und dieser selbstlose Einsatz einen guten Eindruck hinterliess, wurde 1931 von Alexander Frick auf Anregung von Fürst Franz I. von und zu Liechtenstein eine erste Pfadfindergruppe für Jungen in Schaan gegründet. Sie bildete gemeinsam mit der 1932 in Vaduz gegründeten Gruppe den Grundstock für das Fürstlich Liechtensteinische Pfadfinderkorps St. Georg (FLPK), das die männlichen Pfadfinder vereinte. Schon auf dem 4. World Scout Jamboree, das 1933 in Ungarn stattfand, wurde das Pfadfinderkorps in die World Organization of the Scout Movement aufgenommen.
Parallel zu den Pfadfindergruppen für Jungen entstanden ab 1932 die ersten Pfadfinderinnen-Abteilungen, die sich im Liechtensteinischen Pfadfinderinnenkorps Santa Maria zusammenschlossen. Das Pfadfinderinnenkorps wurde 1948 in die World Association of Girl Guides and Girl Scouts aufgenommen.
Nach dem Zweiten Weltkrieg wurde die Pfadfinderbewegung in Liechtenstein zweimal von grösseren Austrittswellen der älteren Mitglieder, also der Rover und Gruppenleiter, betroffen. Anlass der ersten Austrittsbewegung um 1945 war die Aufnahme von Liechtensteiner Nationalsozialisten, die zuvor den Anschluss an das Deutsche Reich propagiert hatten, was in dem dem Fürstenhaus eng verbundenen Pfadfinderkorps auf starken Widerstand stiess. Zu einem zweiten massiven Verlust kam es in den Jahren ab 1968 durch die Studentenbewegung und die Entstehung von subkulturellen Milieus wie den Hippies, zu denen ältere Mitglieder abwanderten. Dieser zweite starke Mitgliederverlust konnte durch die verstärkte Zusammenarbeit mit zunächst dem Vorarlberger Landesverband der Pfadfinder Österreichs und später der Pfadibewegung Schweiz aufgefangen werden.
Aus der Roverarbeit entstand 1973 ein inzwischen aufgelöster Pfadfinder-Samariterverein, der die Erste-Hilfe-Ausbildung der Pfadfinderleiter betreute, auf Veranstaltungen der PPL Sanitätsdienst leistete und über den Verband Liechtensteiner Samaritervereine dem Samariter Schweiz angeschlossen war.
Seit Anfang der 1980er Jahre kooperierten das Pfadfinderkorps und das Pfadfinderinnenkorps immer stärker. 1983 wurde ein gemeinsames Pfadfinderhaus in Schaan eingeweiht. Die Kooperation wurde 1989 mit dem Zusammenschluss zu den Pfadfindern und Pfadfinderinnen Liechtensteins abgeschlossen.
Die Liechtensteiner Pfadfinderinnen und Pfadfinder waren mehrfach Gastgeber internationaler Pfadfinderkonferenzen. Zur 1953 durchgeführten 14. World Scout Conference der World Organization of the Scout Movement mit 175 Delegierte aus 31 Nationen wurde eine Sonderbriefmarke mit dem Portrait Robert Baden-Powells, des Gründers der Pfadfinderbewegung, herausgegeben. Die Deutschsprachige Konferenz der Pfadfinderverbände tagte 1973, 2007 und 2017 in Liechtenstein.
Die Liechtensteiner Pfadfinderbewegung ist dem Fürstenhaus von Liechtenstein eng verbunden. Bis 1989 wurden sowohl das Pfadfinderkorps als auch das Pfadfinderinnenkorps von Angehörigen des Fürstenhauses geführt. Karl Emanuel von Liechtenstein führte das Pfadfinderkorps von 1935 bis 1971, sein Nachfolger wurde bis 1989 Nikolaus von Liechtenstein. Das Pfadfinderinnenkorps wurde bis 1973 von Louisanne von Galen geleitet, ihr folgte bis 1989 Nora von Liechtenstein. Seit 1989 werden die PPL von einem gewählten Vorstand geleitet, Nikolaus und Nora Elisabeth von Liechtenstein sind Ehrenmitglieder des Verbands. Die Schirmherrschaft über den Verband hat Fürst Hans Adam II. übernommen.
Von 2010 bis 2017 hat der Verband etwa 20 % seiner Mitglieder verloren, absolut sank die Mitgliederzahl von 842 auf 670. In diesem Zeitraum wurde ausserdem die Abteilung in Eschen aufgelöst.

## Aufbau

### Organisation
Die PPL bestehen aus neun örtlichen Abteilungen, die sich jeweils in Trupps der vier Altersstufen gliedern. Die Trupps bestehen in den grösseren Abteilungen nochmals aus Kleingruppen aus sechs bis acht Kindern oder Jugendlichen, die je nach Stufe unterschiedliche Bezeichnungen tragen.
Geleitet werden die PPL von der auf zwei Jahre gewählten Verbandsleitung, die aus einem Präsidenten und drei bis sechs weiteren Mitgliedern besteht. Die Verbandsleitung ist zuständig für organisatorische und inhaltliche Fragen, zu denen u. a. die Haushaltsplanung, die Ausbildung von Mitarbeitern und die Aussenvertretung auf nationaler und internationaler Ebenen gehören.
Viermal im Jahr erscheint die Verbandszeitschrift Knota (bis 2008 Knoten). Der Verband betreibt mit dem «Scout-Shop» in Schaan ein Geschäft für den Pfadfinderbedarf.

### Altersstufen
Leitbild der Arbeit in den einzelnen Stufen ist das Stufenprofil, in dem die unterschiedlichen Arbeitsformen und -inhalte der aufeinander aufbauenden Stufen dargestellt werden. Im Mittelpunkt der ersten Stufe, deren Mitglieder als Bienle oder Wölfle bezeichnet werden, steht das spielerische Erlebnis auf Grundlage des Dschungelbuchs von Rudyard Kipling. Die zweite und dritte Stufe, die Pfadfinder und Pioniere, konzentrieren sich auf das «klassische» Pfadfinderleben mit dem Zeltlager im Mittelpunkt, wobei das Programm der Pioniere durch die verstärkte Übernahme von Verantwortung in der Gemeinschaft geprägt wird. Die Gruppen der Roverstufe organisieren sich weitgehend selbst; Kern der Arbeit in dieser Stufe ist der Dienst innerhalb und ausserhalb der Pfadfindergemeinschaft.
| Alter       | Stufe                      | Bezeichnung der Kleingruppen |
| ----------- | -------------------------- | ---------------------------- |
| 7–11 Jahre  | Bienle/Wölfle              | Schwärme/Rudel               |
| 11–15 Jahre | Pfadfinderinnen/Pfadfinder | Patrullen                    |
| 15–18 Jahre | Pioniere                   | Patrullen                    |
| 18–25 Jahre | Rover oder Leiter          | Runden                       |

Mitglieder über 25 Jahren sind entweder als Leiter in der Jugendarbeit tätig oder schliessen sich der Pfadfindergilde Liechtenstein an, einem zur International Scout and Guide Fellowship gehörenden Zusammenschluss von ehemaligen Pfadfindern. Die Leiterausbildung wird in Zusammenarbeit mit Jugend und Sport durchgeführt.